# 수하식양성
수하식양성(垂下式養成, Hanging culture)은 양식 대상 생물을 수중에 매달아 기르는 방식이다.  바닥 양성이나 다른 양성법으로서 양성하는 것보다 생장이 좋고, 바다를 입체적으로 이용하기 때문에 생산성이 높다.  이 방법으로 양성하는 것은 굴, 진주 조개, 진주 담치, 가리비, 피조개, 멍게, 미역, 다시마 등이 있다.